# 약사전
약사전(藥師殿)은 약사여래불을 봉안한 불전이다. 유리광전이라고도 부르는 이유는 약사여래불이 동방정유리광세계의 교주이기 때문이라고 한다. 만월전이라고도 부르는데, 이는 동방정유리광세계를 동방만월세계라고도 부르기 때문이다.

## 사진

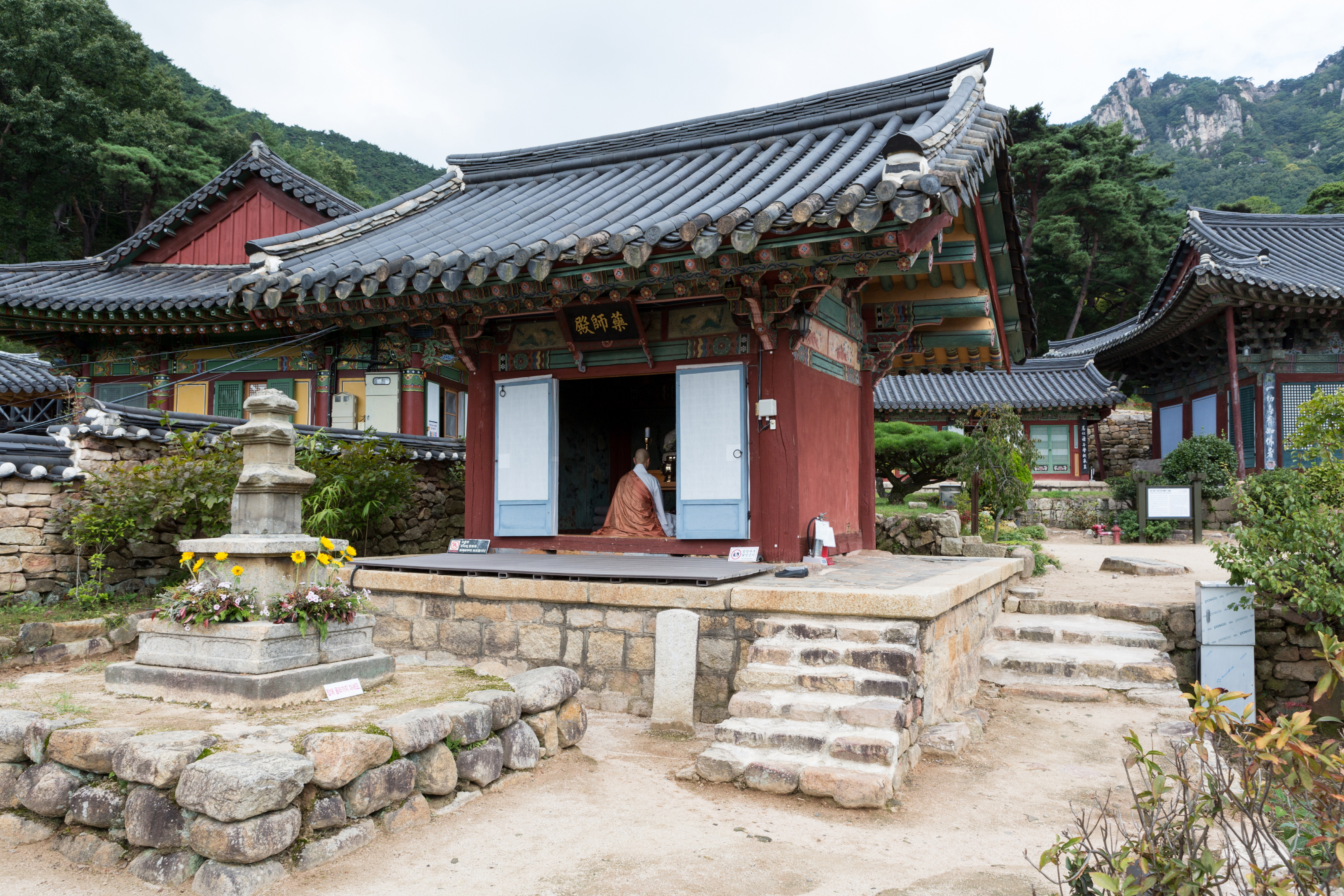
경상남도 창녕군 화왕산 관룡사 약사전
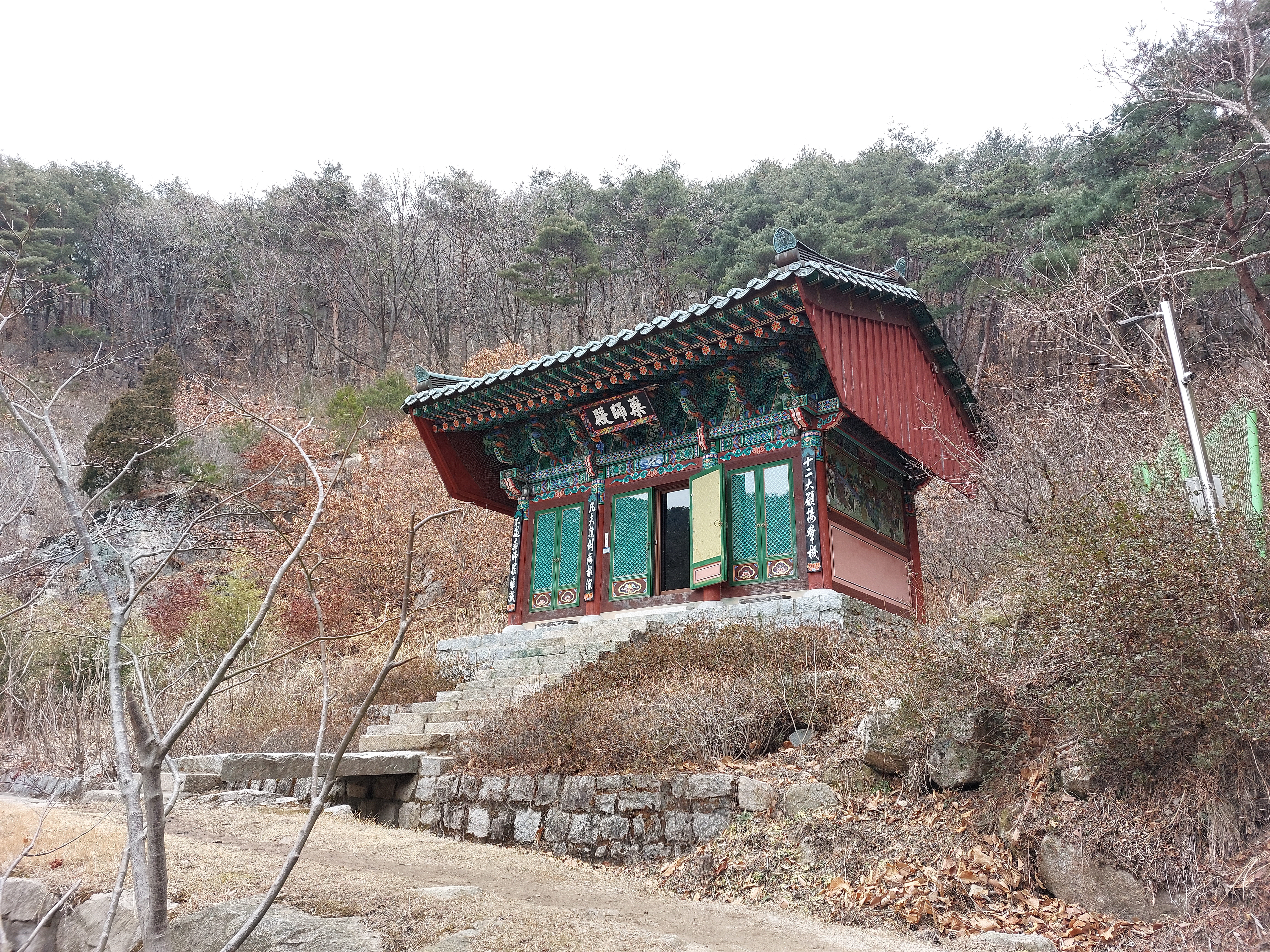
대구광역시 팔공산 관암사 약사전

## 같이 보기
- 제목에 "약사전" 항목을 포함한 모든 문서
- 제목에 "유리광전" 항목을 포함한 모든 문서